# Arañuel
Arañuel (valencianisch: Aranyel) ist eine Gemeinde (Municipio) mit 159 Einwohnern (Stand: 2024) in der Provinz Castellón in der spanischen autonomomen Region Valencia. 

## Geographie
Arañuel liegt etwa 42 Kilometer westnordwestlich der Provinzhauptstadt Castellón de la Plana und etwa 65 Kilometer nordnordwestlich von Valencia im Bezirk Alto Mijares in einer Höhe von ca. 405 m am Río Mijares. 

## Sehenswürdigkeiten

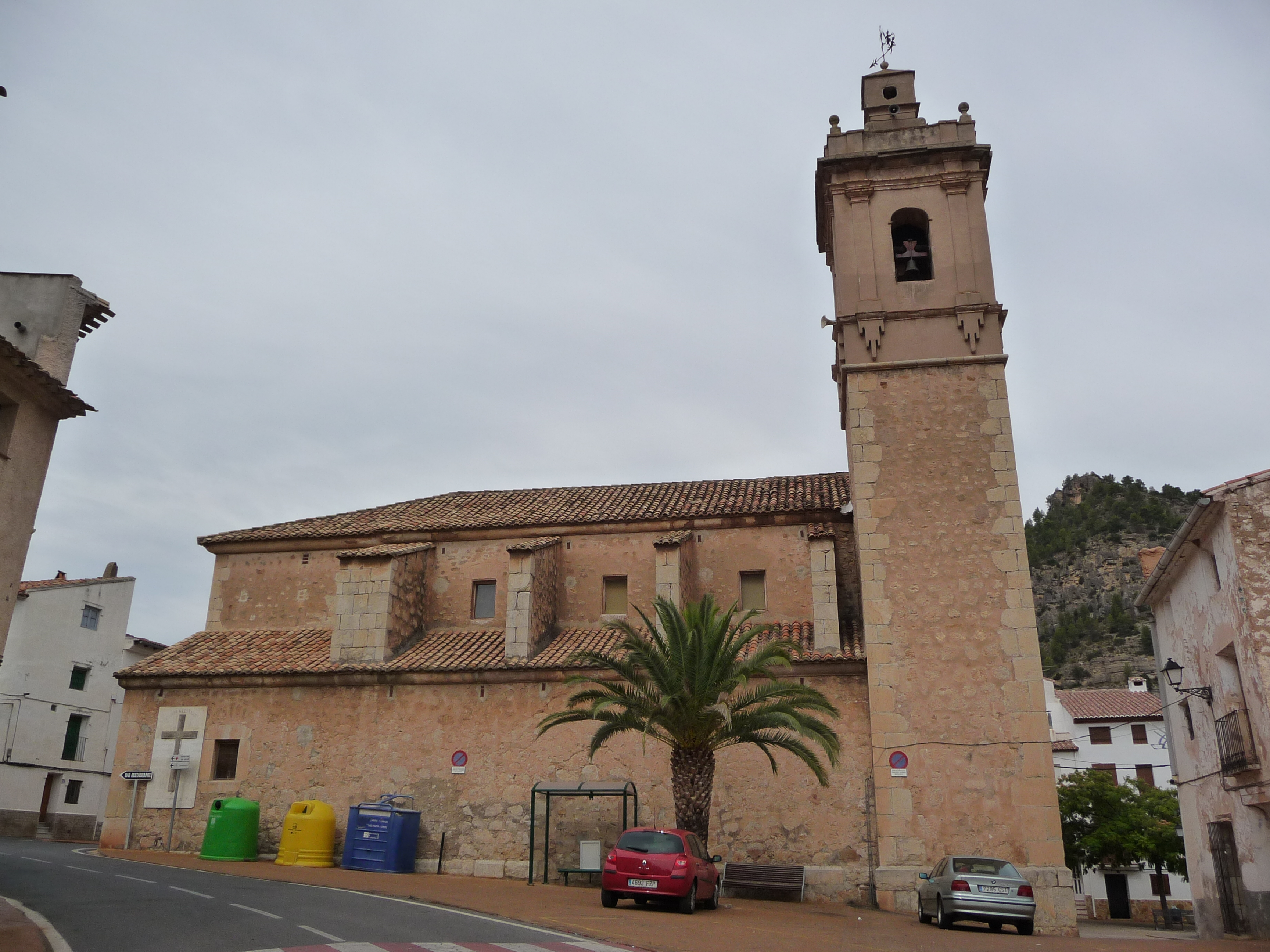
Michaeliskirche
- Rochuskapelle

- Michaeliskirche